# Шкала Ремера
Шкала Ремера (° Rø) — невживана нині одиниця температури.
Температурна шкала Ремера була створена в 1701 році данським астрономом Оле Кристенсеном Ремером. Вона стала прообразом шкали Фаренгейта, який відвідував Ремера в 1708 році.
За нуль градусів береться температура замерзання солоної води. Друга реперна точка — температура людського тіла (30 градусів за вимірюваннями Ремер, тобто 42 ° C). Тоді температура замерзання прісної води виходить як 7,5 градусів (1/8 шкали), а температура кипіння води — 60 градусів. Вибір числа 60, ймовірно, пояснюється великою кількістю його дільників (2, 3, 4, 5, 6, 10, 15, 20, 30). З подібних міркувань шкала Ньютона була 12-градусною.
Формули переводу градусів Ремера в градуси Цельсія:
- [°C] = ([°Rø] − 7.5) × 40⁄21
- [°Rø] = [°C] × 21⁄40 + 7.5